# Dydiowa
Dydiowa (ukrán nyelven: Дидьова) Lengyelország délkeleti részén, a Kárpátaljai vajdaságban, a Bieszczady járásban, Gmina Lutowiska község közigazgatási területén fekvő település. Beniowa a lengyel-ukrán határhoz közel található. Lutowiskától közel 9 kilométernyire délkeletre található, a járási központtól, Ustrzyki Dolnétól 30 kilométerre délre fekszik és a vajdaság központjától, Rzeszówtól 106 kilométernyire délkeletre található. 
Dydiowa települést 1529-ben alapította Peter Kmita krakkói vajda. 1589-ben templom épült a településen.

## Fordítás
Ez a szócikk részben vagy egészben  a   Dydiowa című angol Wikipédia-szócikk ezen változatának fordításán alapul.  Az eredeti cikk szerkesztőit annak laptörténete sorolja fel. Ez a jelzés csupán a megfogalmazás eredetét és a szerzői jogokat jelzi, nem szolgál a cikkben szereplő információk forrásmegjelöléseként.